# Iheyajima
La isla Iheya (en japonés:伊平屋島; Iheyajima) es una isla montañosa en el océano Pacífico en el archipiélago de Okinawa a su vez parte del grupo de islas Ryukyu, en el sur del país asiático de Japón.
Tiene una superficie de 20,77 kilómetros cuadrados, 14 kilómetros de largo por 2,9 de ancho, siendo su punto más alto Kayō-zan con 294 m. Posee una población de 1317 habitantes para el año 2011.